# Катастрофа MD-81 на Корсике
Катастрофа MD-81 на Корсике — крупная авиационная катастрофа, произошедшая во вторник 1 декабря 1981 года на острове Корсика. Авиалайнер McDonnell Douglas MD-81 авиакомпании Inex-Adria Aviopromet выполнял чартерный рейс JP-1308 по маршруту Любляна—Аяччо, но при заходе на посадку в пункте назначения врезался в гору Сан-Пьетро и полностью разрушился. Погибли все находившиеся на борту 180 человек — 173 пассажира и 7 членов экипажа.
Это первая и крупнейшая катастрофа самолёта семейства McDonnell Douglas MD-80, крупнейшая в истории югославской и словенской авиации и на территории Корсики, а также вторая крупнейшая авиакатастрофа на территории Франции (после катастрофы DC-10 Turkish Airlines под Парижем).

## Предшествующие обстоятельства
22 октября 1981 года авиакомпания Inex-Adria Aviopromet отправила заявку с просьбой дать санкцию на выполнение чартерного рейса JP-1308 из Любляны (СР Словения, Югославия) в Аяччо (Франция) и обратно, назначенного на 1 декабря того же года. Фрахтователем была туристическая компания «Kompas» (Любляна), а самолётом (согласно условиям заявки) был McDonnell Douglas DC-9 с пассажировместимостью от 115 до 135 мест. 16 ноября решением генеральной дирекции гражданской авиации это разрешение было выдано. Но затем для выполнения рейса JP-1308 авиакомпания решила использовать новый и более вместительный самолёт McDonnell Douglas MD-81. К первоначально указанным в заявке 130 пассажирам на борт дополнительно сели ещё 43 пассажира, которые являлись сотрудниками авиакомпании Inex-Adria Aviopromet и туристической компании «Kompas» или членами их семей. Экипаж рейса 1308 состоял из 7 человек — КВС, второй пилот, 4 бортпроводника и авиатехник. Таким образом, фактически на борту самолёта находились 180 человек.

### Сведения о рейсе 1308

#### Самолёт
Задействованный для выполнения рейса JP-1308 авиалайнер McDonnell Douglas MD-81 (регистрационный номер YU-ANA, заводской 48047, серийный 998) был выпущен компанией «McDonnell Douglas Corporation» в том же 1981 году (первый полёт совершил 15 мая). 11 августа того же года получил лётный сертификат № 1344 и был передан заказчику — югославской авиакомпании Inex-Adria Aviopromet. На день катастрофы налетал 683 часа 27 минут. Последнюю еженедельную проверку прошёл 27 ноября, а последнюю типовую проверку A (каждые 200 часов) — 17 ноября; никаких неполадок обнаружено не было. Оснащён двумя турбореактивными двигателями Pratt & Whitney JT8D-217 (№ P708403D и № P708404D), развивающие силу тяги по 20 850 фунтов каждый и также имевшие общую наработку по 683 часа (47 из них с момента проверки A).

#### Экипаж
Состав экипажа рейса JP-1308 был таким:
- Командир воздушного судна (КВС) — 55-летний Иван Кунович (словен. Ivan Kunovic). Лицензию пилота получил 16 апреля 1968 года в югославской Академии военно-воздушных сил. Был квалифицирован для полётов на F-84, T-33 и F-86. В 1970 году устроился в авиакомпанию Inex-Adria Aviopromet (проработал в ней 11 лет). 10 июня того же года был квалифицирован для полётов на McDonnell Douglas DC-9, а 4 апреля 1972 года — на командира DC-9. 13 августа 1981 года окончил обучение на командира McDonnell Douglas MD-81. Налетал 12 123 часа (5675 часов и 9116 полётов из них на DC-9), 188 часов 35 минут и 115 полётов из них на MD-81[2].
- Второй пилот — 40-летний Франц Терглав (словен. Franc Terglav). Лицензию пилота получил 11 ноября 1981 года в авиаклубе. Был квалифицирован для полётов на Piper PA-31, PA-34 и Cessna Citation. В 1980 году устроился в авиакомпанию Inex-Adria Aviopromet (проработал в ней 1 год). 22 июля того же года был квалифицирован на второго пилота McDonnell Douglas DC-9. 21 июня 1981 года окончил обучение на второго пилота McDonnell Douglas MD-81. Налетал 4213 часов (746 часов и 529 полётов из них на DC-9), 288 часов и 173 полёта из них на MD-81[2].

В салоне самолёта работали четверо бортпроводников:
- Патриция Элснер (словен. Patricia Elsner),
- Весна Якопчевич (словен. Vesna Jakopcevic),
- Душан Корошец (словен. Dusan Korosec),
- Мария Скрелец (словен. Marija Skrelec).

Также в составе экипажа был авиатехник Кирил Мочник (словен. Ciril Mocnik).

## Хронология событий
В 07:41 по местному времени (06:41 UTC) рейс JP-1308 вылетел из аэропорта Брник в Любляне и после набора высоты занял эшелон FL330 (10 050 метров), при этом в работе систем не было никаких серьёзных отклонений. В 08:08 лайнер находился в воздушном пространстве Италии, когда авиадиспетчер в Падуе связался с коллегой в Аяччо и запросил фактическую метеосводку. В аэропорту Аяччо в это время дул юго-западный (240°) умеренный ветер (10 узлов), а небо покрывали отдельные облака. Когда экипаж получил метеосводку, то принял решение выполнять посадку на ВПП № 03; при этом КВС уточнил, что если ветер усилится, то они сделают полёт по кругу для осмотра. В 08:28 рейс 1308 вошёл в зону диспетчерского центра в Риме и пилоты получили разрешение снижаться до эшелона FL270 (8250 метров). Экипаж уточнил, обязаны ли они сейчас выполнять снижение, на что получили отрицательный ответ, поэтому поблагодарили за получение информации.
В 08:31 авиадиспетчер вновь дал разрешение рейсу 1308 снижаться до эшелона FL270, на что на сей раз пилоты доложили об оставлении эшелона FL330 и начале снижения. Также авиадиспетчер уточнил, что разрешение снижаться до эшелона FL190 (5800 метров) будет дано после пролёта острова Эльба. Затем речевой самописец зафиксировал звук, похожий на включение сигнала «ЗАСТЕГНУТЬ РЕМНИ» («FASTEN SEATBELT»), а командир дал указание второму пилоту рассчитать параметры посадки. Далее в кабину пришла стюардесса и попросила снизить температуру в салоне, что второй пилот и выполнил. В 08:33 авиадиспетчер дал разрешение снижаться до эшелона FL190 на Бастию. После перепроверки расчётов КВС и второй пилот (на основании уточнённых массы и давления) определили скорости подхода как 221, 170, 148 и 124 узла (409, 315, 274 и 230 км/ч). В этот момент вмешался детский голос, который спросил, когда же самолёт будет спускаться (как впоследствии удалось установить, это был сын второго пилота, пришедший в кабину из салона и занявший место пилота-наблюдателя).
В 08:35 экипаж перешёл под управление авиадиспетчера в Марселе и в 08:35:50 вышел с ним на связь, сообщив о проходе эшелона FL210 (6400 метров) и снижении до эшелона FL190 по направлению на Аяччо, после чего запросил разрешение на дальнейшее снижение. В ответ авиадиспетчер дал им указание сохранять эшелон FL190 до Бастии и довернуть на транспондер 5200, так как прямой маршрут до Аяччо слегка заходил на закрытую воздушную зону LFR 65, а данный манёвр позволял обойти её. В 08:40:35 пилоты рейса 1308 доложили о нахождении на эшелоне FL190 в 50 милях (80,4 километрах) от Аяччо и вновь запросили разрешение на снижение, на что авиадиспетчер разрешил им снижаться до эшелона FL110 (3350 метров). Давая разрешение на снижение, авиадиспетчер использовал нестандартную формулировку: «Cleared down 110», на что потом при переговорах в кабине КВС обратил внимание второго пилота. Затем экипаж изучил схему захода на посадку по курсо-глиссадной системе на ВПП № 03. При этом в процесс предпосадочной подготовки дважды вмешивался сын второго пилота, который говорил о наблюдении горы, похожей на Сервин (по мнению следователей BEA, это была гора Пагля-Орба массива Монте-Чинто).
Ориентируясь, что уровень аэродрома составляет 52 фута (16 метров), экипаж выставил высоту принятия решения на 643 фута (208 метров). В 08:43:57 КВС доложил о занятии эшелона FL110 на удалении 28 миль (45 километров) и следовании на VOR Аяччо. Далее в 08:47:10 командир перешёл на связь с авиадиспетчером подхода Аяччо, который сообщил, что заход на посадку будет осуществляться на ВПП № 21, дал указание сохранять эшелон FL110 на VOR Аяччо и передал метеосводку: атмосферное давление 1009, давление аэродрома 1008, ветер 280° 20 узлов. Когда в 08:49:31 командир доложил о пролёте VOR на эшелоне FL110, то получил команду занимать курс 247°, а в 08:49:52 — снижаться до высоты 3300 футов (1006 метров), хотя из-за помех ошибочно услышал значение 3000 футов (914 метров). Из-за того, что в аэропорту Кампо Дель Оро на тот момент отсутствовал радиолокатор, авиадиспетчер определял местонахождение самолётов только по докладам от самих экипажей. В 08:50:05 пилоты рейса 1308 доложили о начале снижения. Приборная скорость к тому моменту была снижена с 285 до 224 узлов (с 527 до 414 км/ч), когда лайнер начал снижение с вертикальной скоростью 2200 ф/мин (11 м/сек), а приборная скорость увеличилась до 256 узлов (474 км/ч). В 08:52:15 экипаж доложил о прохождении высоты 6000 футов (1830 метров) и запросил включить радиомаяк, так как они влетели в облака. В 08:53:08 авиадиспетчер дал указание экипажу по коррекции курса, но тот не подтвердил получение информации, а в 08:53:21 в диспетчерской на частоте подхода раздался свист, длившийся 4 секунды. На дальнейшие вызовы экипаж рейса 1308 не отвечал.
Начиная с 08:52:43 бортовые самописцы зафиксировали пролёты самолёта над пиками в 1000 и 2500 футов высотой, а с 08:52:26 также начали появляться всё усиливающиеся турбулентные потоки. Далее в 08:53:08 раздался сигнал GPWS об опасном сближении с землёй («TERRAIN! TERRAIN! TERRAIN!»), который длился 13 секунд и 4 раза прозвучало голосовое предупреждение о наборе высоты («PULL UP!»). Экипаж начал увеличивать режим работы двигателей и постепенно переводить авиалайнер на набор высоты, но делал это довольно медленно. Затем в 8:53:13 на высоте 4480 футов (1365 метров) рейс JP-1308 левой плоскостью крыла врезался в гору Сан-Пьетро близ вершины. От удара левая плоскость крыла наполовину оторвалась, после чего потерявший управление лайнер, вращаясь влево вокруг продольной оси, устремился вниз и через 7 секунд (в 08:53:20) на высоте около 700 метров врезался в соседнюю скалу и полностью разрушился.

### Нахождение обломков

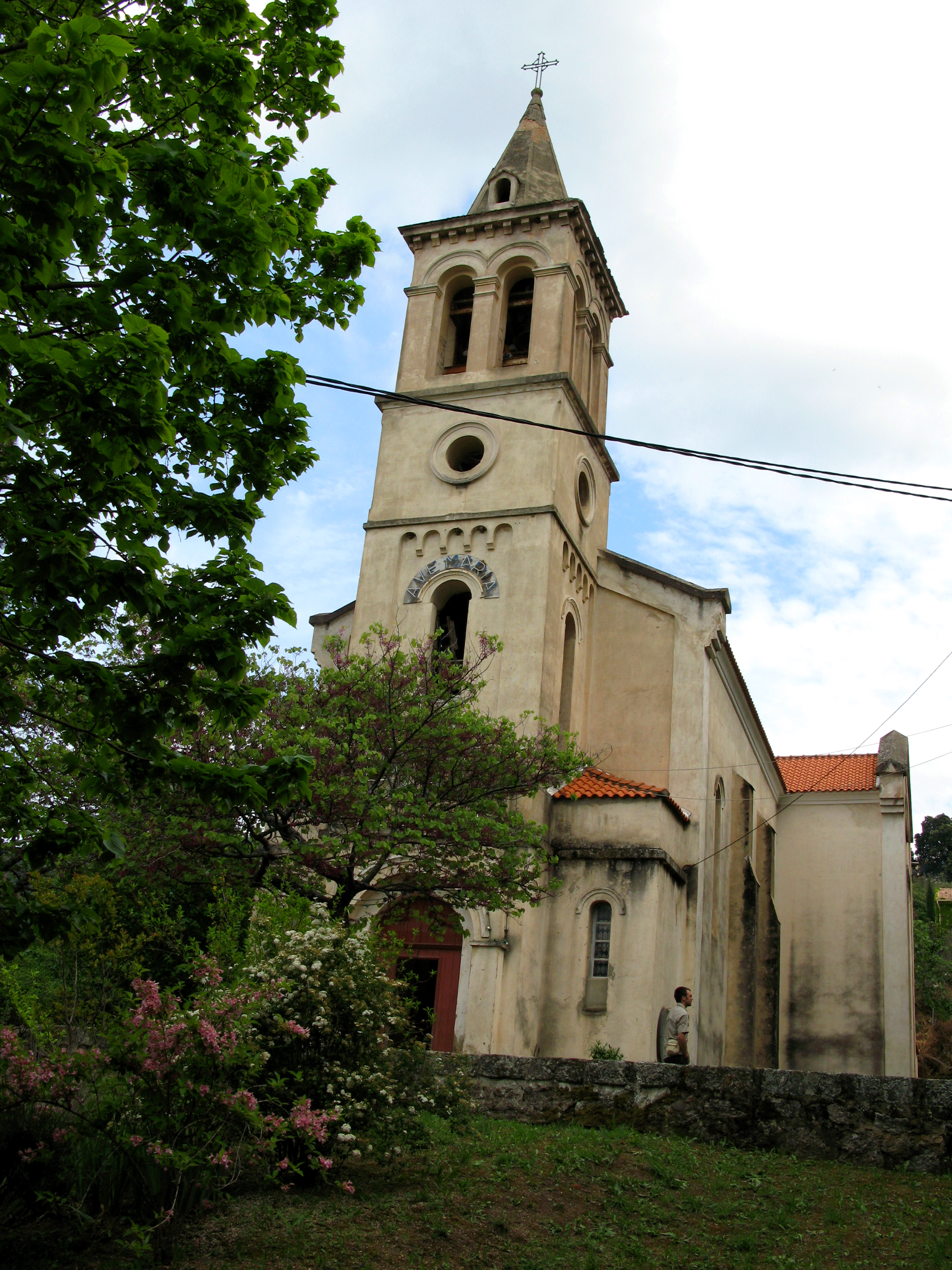
Церковь в Петрето-Биккизано, в которой проходило опознание погибших

После потери связи с рейсом JP-1308 в 09:00 были начаты его поиски; при этом авиадиспетчер ошибочно считал, что лайнер рухнул в море. Наконец в 12:40 на вершине горы Сан-Пьетро в 15 километрах от побережья и в 24 километрах от аэропорта Кампо Дель Оро был обнаружен обломок левого крыла, а на следующий день (2 декабря) спасатели вышли к месту катастрофы, где не обнаружили ни одного выжившего. Все 180 человек на борту самолёта погибли.
Катастрофа рейса 1308 стала первой в истории самолётов McDonnell Douglas MD-80 и на 2020 год остаётся крупнейшей в истории всего семейства McDonnell Douglas DC-9/MD-80/MD-90. Также она стала крупнейшей авиакатастрофой в истории всей югославской/словенской авиации, на территории Корсики, среди произошедших в 1981 году и второй крупнейшей авиакатастрофой на территории Франции (после катастрофы турецкого DC-10 под Парижем).

## Расследование
Расследование причин катастрофы рейса JP-1308 проводило французское Бюро по расследованию и анализу безопасности гражданской авиации (BEA).
Окончательный отчёт расследования был опубликован в августе 1983 года.
Из выводов комиссии:
1. Экипаж был подготовлен и квалифицирован для выполнения полёта. Он имел необходимую метеорологическую и аэронавигационную информацию.
2. Самолёт был подготовлен к полёту. Вес и балансировка не выходили за пределы допустимого.
3. Комиссия не обнаружила неисправности самолёта или его оборудования, которое могло способствовать нарушению безопасности, либо увеличить, даже кратковременно, объём работы экипажа.
4. Радиоэлектронное оборудование, по которому выполнялась навигация самолёта и подход, работало нормально.
5. Дежурный авиадиспетчер аэропорта Кампо Дель Оро имел необходимую квалификацию для работы на подходе.
6. Первая часть полёта до VOR Бастия прошла без видимых отклонений.
7. Присутствие в кабине ребёнка, сидевшего в кресле пилота-наблюдателя, способствовало отвлечению внимания экипажа.
8. Просмотр экипажем схемы захода на посадку был выполнен не совсем методично и несколько раз прерывался. Многие отрывки фраз остались неясными, но нет никаких признаков, что экипаж заметил минимальную безопасную высоту полёта или максимальную приборную скорость захода.
9. В секторе диспетчера подхода не было никаких других самолётов, кроме рейса JP-1308.
10. В первом своём сообщении в 07:47:22 (08:47:22 по местному времени) авиадиспетчер не использовал установленную фразеологией радиообмена фразу на разрешение снижения.
11. До подтверждения сообщений в 07:47:57 и 07:50:05 авиадиспетчер использовал метод подтверждения или уточнения последних условий.
12. Недоразумение, возникшее при радиообмене между авиадиспетчером и экипажем, не позволило авиадиспетчеру понять точное местонахождение самолёта, который находился совсем не там, где он думал.
13. Указание снижаться до 3000 футов (1006 метров) согласуется с правилами.
14. В случаях отсутствия радиолокационного наведения, за редким исключением, контроля по предотвращению столкновения самолёта с землёй не ведётся. Это прямая обязанность самого экипажа.
15. Получив разрешение снижаться до 3000 футов (1006 метров) по курсу 247° на VOR, экипаж начал спуск с эшелона FL110 с примерной скоростью 2200 ф/мин и прошёл минимальную высоту ожидания 6800 футов (2072 метра), прежде чем достиг VOR.
16. Экипаж вошёл в облака ниже безопасной высоты полёта, тогда как ранее полёт проходил в условиях хорошей видимости.
17. Сигнал GPWS начал работать за 13 секунд до столкновения левой плоскости крыла с вершиной горы. Согласно речевому самописцу, сигналы звучали ясно и достаточно громко — 3 раза прозвучал сигнал «TERRAIN!» («ЗЕМЛЯ!») и 4 раза сигнал «PULL UP!» («НАБОР ВЫСОТЫ!»).
18. Когда экипаж после получения сигналов попытался уменьшить скорость снижения и перейти в набор высоты, самолёт вошёл в зону турбулентности к юго-востоку от горы Сан-Пьетро и оказался под воздействием значительных нисходящих воздушных потоков. Это способствовало тому, что манёвр уклонения оказался недостаточно энергичным и не достиг полного эффекта.
19. После прохода VOR Аяччо поступательная скорость самолёта была выше максимально установленной на маршруте ожидания, так как экипаж не изменил её с учётом попутного ветра. Тем не менее, траектория самолёта находилась в пределах безопасной области маршрута ожидания.
20. Экипаж имел условное представление о маршруте ожидания на высоте подхода, что соответствовало траектории при отсутствии ветра. Их внимание не привлекли ни фактический пройденный путь, ни изменение высоты пролагаемого рельефа.
21. В радиообмене экипаж и авиадиспетчер часто использовали неустановленные выражения и термины, в том числе и на родном языке.

Также, по мнению комиссии, причинами катастрофы стали:
1. Принятое экипажем снижение привело к тому, что самолёт оказался в облаках ниже безопасной высоты полёта на проходимой траектории полёта.
2. После срабатывания сигнала GPWS экипаж предпринял попытку набрать высоту, но приложенных усилий оказалось недостаточно для преодоления нисходящих воздушных потоков, вызванных сильным ветром и рельефом, в зоне которых в тот момент находился самолёт.

## Удаление обломков
Официально все обломки рейса JP-1308 были найдены и удалены в 1981 году. Однако в 2007 году телеканал «POP TV» снимал посвящённый катастрофе репортаж и обнаружил, что на горе Сан-Пьетро и прилегающей к ней территории по-прежнему находятся обломки самолёта.
В 2008 году правительство Словении, авиакомпания Adria Airways и туристическая компания «Kompas» организовали и профинансировали операцию по очистке территории. Были задействованы 60 солдат из ВС Словении, горноспасательная служба, служба гражданской защиты, медики и просто добровольцы, а также армейские вертолёты. Их совместными действиями в мае 2008 года удалось вывезти около 27 тонн обломков, включая один из двигателей и значительную часть плоскости крыла. Многие обломки оказались настолько крупными, что их приходилось распиливать перед перевозкой вертолётом. Среди прочих были обнаружены и некоторые человеческие останки, которые после опознания были надлежащим образом похоронены. На месте первого удара крыла об гору была установлена мемориальная доска.